# Princeps (Automarke)
Princeps war eine britische Automarke.

## Unternehmensgeschichte
Das Unternehmen begann 1920 mit der Produktion von Automobilen. Der Markenname lautete Princeps. Im gleichen Jahr endete die Produktion.

## Fahrzeuge
Das einzige Modell war der 10,5 HP. Ein Vierzylindermotor von Coventry-Simplex war vorne im Fahrzeug montiert und trieb über eine Kette die Hinterachse an. Besonderheit war das Reibradgetriebe. Im Angebot standen zwei- und viersitzige Tourenwagen sowie ein Lieferwagen.